# 汉姆斯利大厦
40°45′16″N 73°58′33″W / 40.75444°N 73.97583°W
汉姆斯利大厦（英語：Helmsley Building）是位于纽约市曼哈顿中城公园大道230号，45街和46街之间，一栋35层的布杂艺术式高楼。大楼建于1929年，原名纽约中央大厦（New York Central Building），由沃伦怀特茂公司负责设计，建造商为纽约中央铁路公司。在泛美大厦（今大都会保险公司大厦）落成之前，是大中央总站交流圈附近，最高的大楼。
有两向车道从汉姆斯利大厦一层穿过，连接着公园大道高架桥，分别通向上城区和下城区。1987年，该大楼被评为纽约市地标建筑。

## 图集

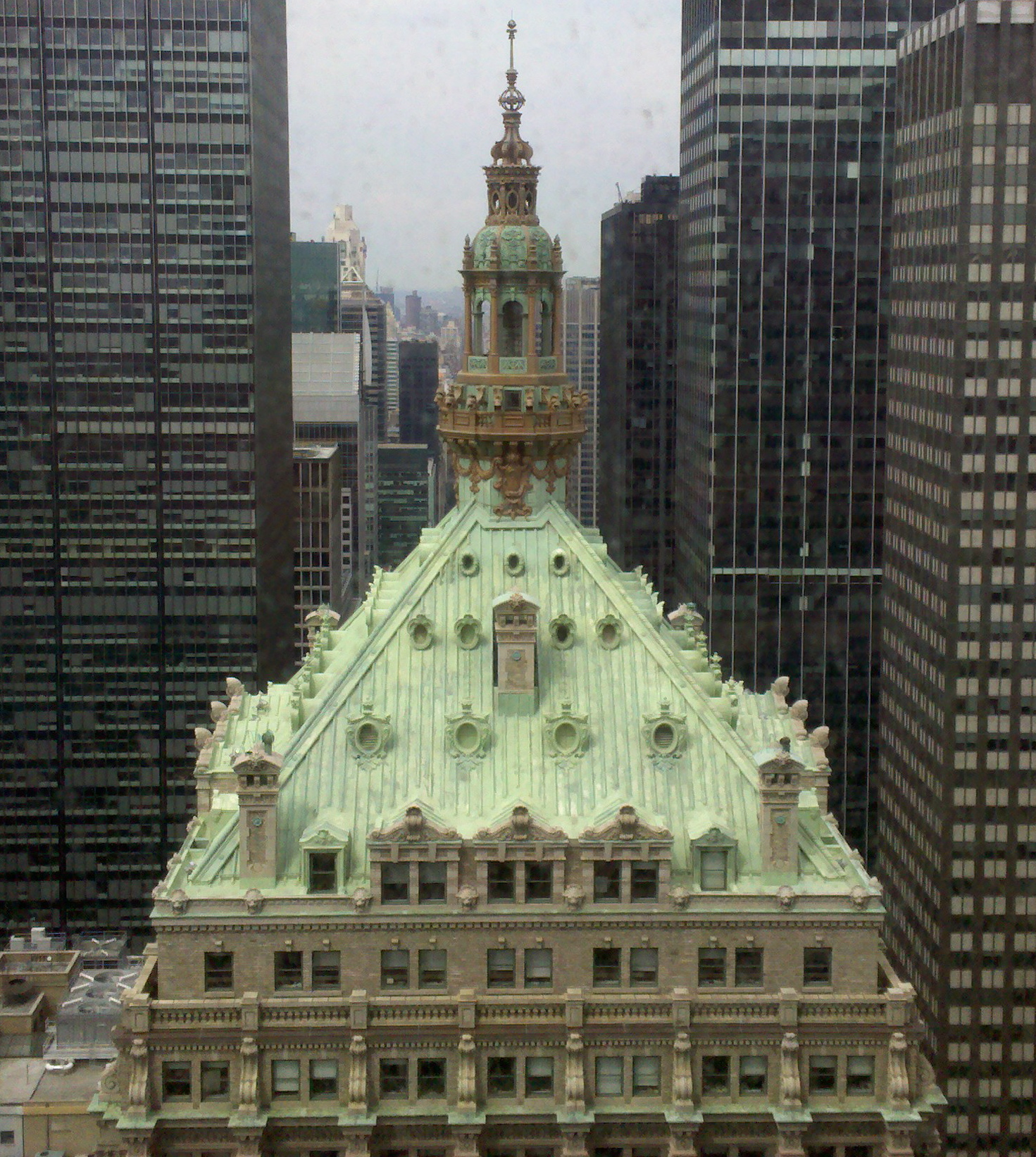
从南侧望汉姆斯利大厦的顶楼
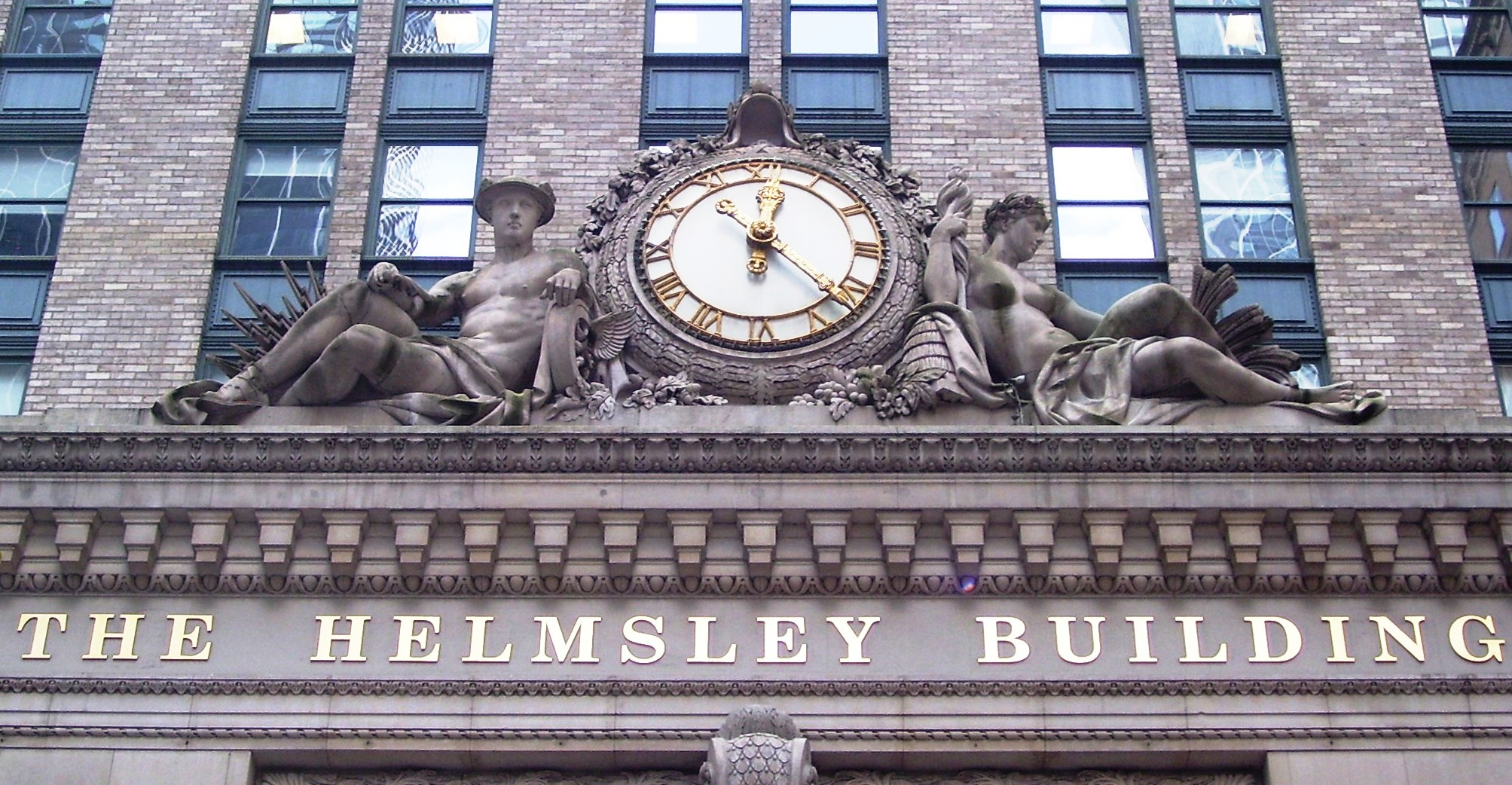
大楼入口处的雕塑的时钟
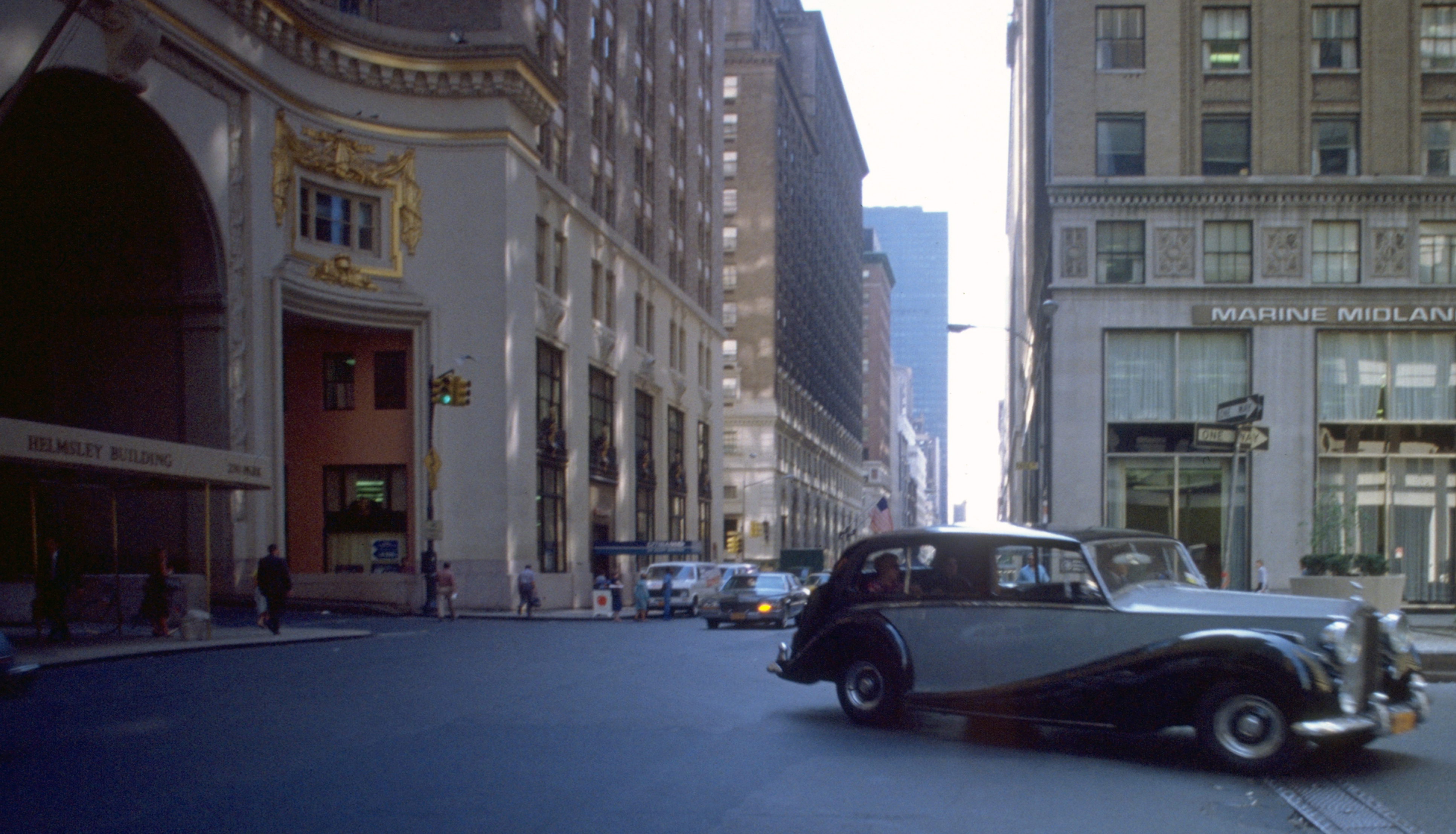
1981年，一辆劳斯莱斯汽车驶过公园大道230号
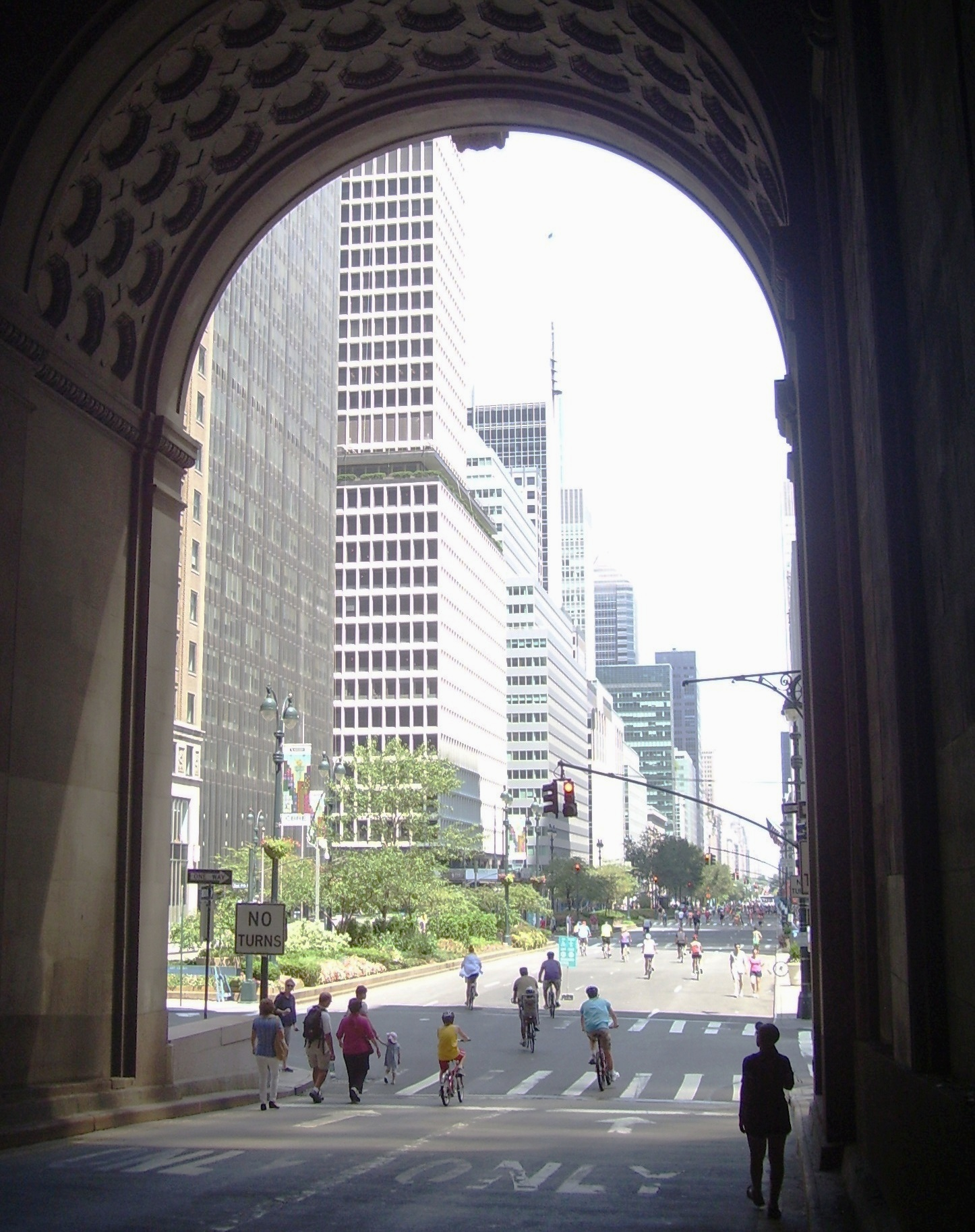
上城区车辆驶离公园大道高架桥，穿越大楼底层的马路